# 岩崎俊男 (政治家)
岩崎 俊男（いわさき としお、1932年〈昭和7年〉3月2日 - 1990年〈平成2年〉12月18日）は、昭和から平成時代初期の政治家。兵庫県赤穂市長。

## 経歴
赤穂市出身。兵庫県立赤穂高等学校卒業。
赤穂市職員となり、市職労書記長、固定資産税係長、社会教育課長、市教育次長などを歴任。地方新聞社社長に転じたのち、1989年（平成元年）5月、赤穂市長選挙に初当選した。
ほか、財団法人赤穂市文化振興財団理事長を務めた。